# Phylloscopus cebuensis
A Phylloscopus cebuensis a verébalakúak (Passeriformes) rendjébe, ezen belül a füzikefélék (Phylloscopidae) családjába és a Phylloscopus nembe tartozó faj. 11-12 centiméter hosszú. A Fülöp-szigetek erdős területein él 1800 méteres tengerszint feletti magasságig. Kis ízeltlábúakkal táplálkozik. Márciustól júniusig költ.

## Alfajai
- P. c. luzonensis (Rand & Rabor, 1952) – észak- és közép-Luzon;
- P. c. sorsogonensis (Rand & Rabor, 1967) – dél-Luzon;
- P. c. cebuensis (A. J. C. Dubois, 1900) – Negros, Cebu.

## Fordítás
- Ez a szócikk részben vagy egészben  a   Lemon-throated leaf warbler című angol Wikipédia-szócikk fordításán alapul.  Az eredeti cikk szerkesztőit annak laptörténete sorolja fel. Ez a jelzés csupán a megfogalmazás eredetét és a szerzői jogokat jelzi, nem szolgál a cikkben szereplő információk forrásmegjelöléseként.